# Шишмарёв (Аляска)
Шишмарёв (англ. Shishmaref, инуитск. Qiġiqtaq) — город на Аляске, США.

## Описание

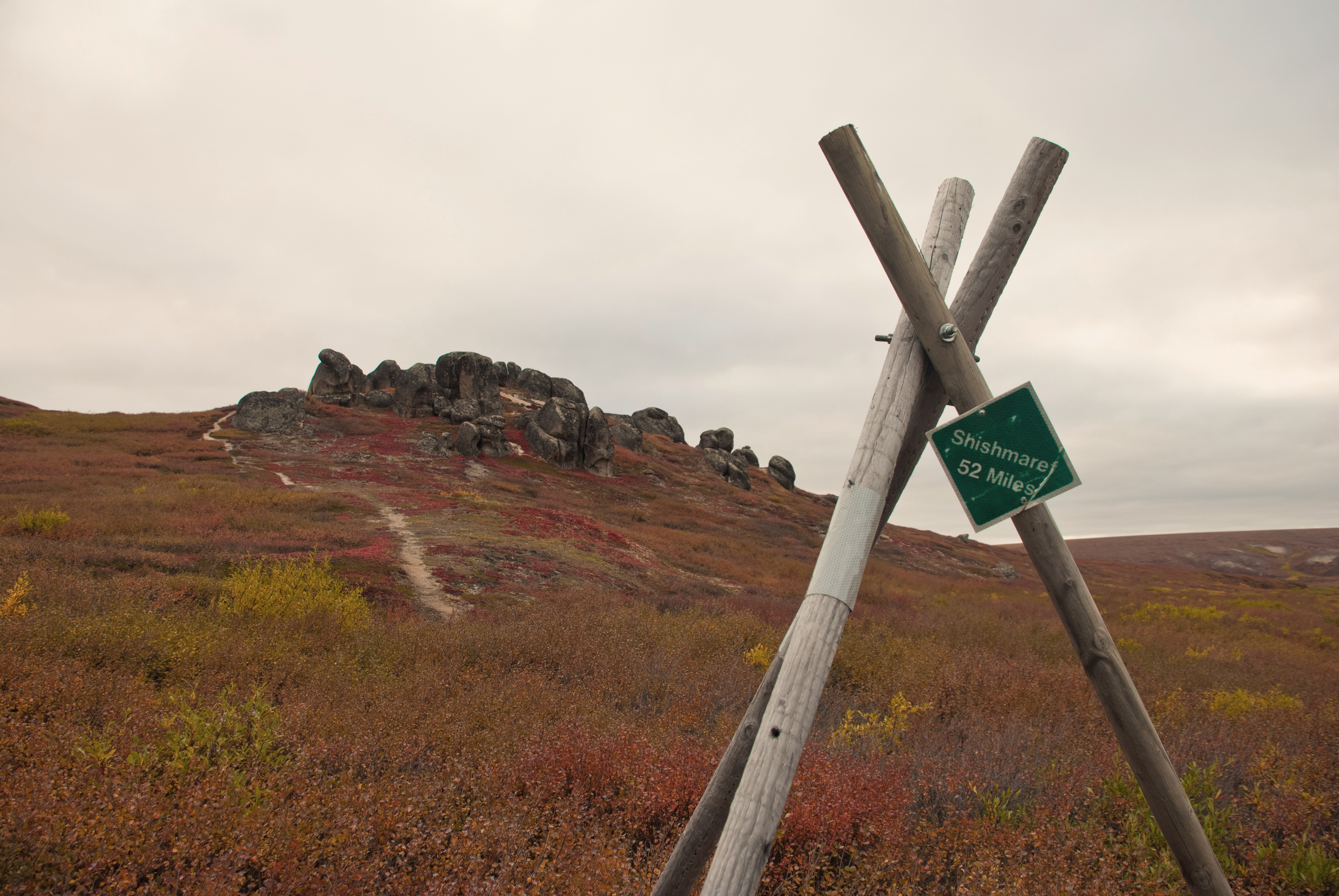
До Шишмарёва 52 мили

Шишмарёв расположен на маленьком острове Сарычева (англ. Sarichef Island), являясь единственным населённым пунктом острова, административно относится к зоне переписи населения Ном штата Аляска. Также на острове, в полутора километрах от поселения, расположен одноимённый аэропорт. Город Шишмарёв входит в зону заповедника Беринг-Лэнд-Бридж.
Площадь поселения составляет 18,8 км², из них 11,6 км² (ок. 62 %) приходится на открытые водные пространства. По данным на 2010 год население города составляло 563 человека (в 2000 году — 562).

## История
Поселение, в котором проживали инупиаты, было обнаружено в 1816 году экспедицией Отто Евстафьевичу Коцебу, который открыл и остров, на котором оно находилось, и залив, на выходе из которого он расположен. Коцебу дал заливу название Шишмарёв в честь своего друга и спутника Глеба Семёновича Шишмарёва. В 1821 году в окрестностях Кигиктака, как называли свой посёлок аборигены, были проведены первые археологические изыскания, показавшие, что они живут на этом месте уже минимум несколько веков (по последним данным — примерно с начала XVII века). В 1900 году, в связи с обнаружением золота на близлежащем полуострове Сьюард, поселение наводнили старатели, которые стали называть деревню по имени залива — Шишмарёв. В 1901 году в деревне появилось первое почтовое отделение, в 1969 году — администрация.
В 1997 году стихия обрушила около десяти метров северного берега острова, в результате чего были уничтожены 14 домов. В дальнейшем эрозия продолжила «отъедать» от берега по 0,9—1,5 метров ежегодно, в связи с чем жители почти единогласно выступили за перенос их деревни в более безопасное место.
В XXI веке для города насущна как никогда проблема глобального потепления: уровень океана неуклонно поднимается, вода подбирается к деревне, которая и так расположена всего в пяти метрах над уровнем моря. Тают льды, большее время года окружающие остров и защищающие его от штормовых приливов, подтаивает вечная мерзлота, на которой стоит поселение. Рассматриваются проекты переноса деревни на десяток километров южнее, на «большую землю» — полуостров Сьюард, однако это обойдётся примерно в 180 миллионов долларов. Этим проблемам посвящён документальный фильм «Последние дни Шишмарёва», который был выпущен в феврале 2011 года. В начале 2010-х годов статус поселения был изменён с «деревня» (native village) на «город» (city).
В августе 2016 года население Шишмарёва проголосовало за переезд на континент.